# Movila Banului
Movila Banului is een Roemeense gemeente in het district Buzău.
Movila Banului telt 2677 inwoners.